# Conistra daubei
Conistra daubei är en fjärilsart som beskrevs av Philogène Auguste Joseph Duponchel 1838. Conistra daubei ingår i släktet Conistra och familjen nattflyn. Inga underarter finns listade i Catalogue of Life.